# حزب کارگران (فرانسه)
حزب کارگران (به فرانسوی: Parti des travailleurs) حزبی تروتسکیست در کشور فرانسه است. این حزب توسط «حزب کمونیست انترناسیونالیست» (به رهبری پیر بوسل) تأسیس شد.
دبیر ملی کنونی این حزب دانیل گلوک‌اشتاین است که در انتخابات ریاست جمهوری سال ۲۰۰۲ کم‌تر از نیم درصد آرا را کسب کرد. این حزب نشریهٔ «اخبار کارگری» را منتشر می‌کند.
حزب کارگران به استفاده از سیاست انتریسم در سایر احزاب و اتحادیه‌های کارگری چپ به‌خصوص «نیروی کارگران» معروف است.